# Castéra-Lectourois
Castéra-Lectourois is een gemeente in het Franse departement Gers (regio Occitanie) en telt 296 inwoners (1999). De plaats maakt deel uit van het arrondissement Condom.

## Geografie
De oppervlakte van Castéra-Lectourois bedraagt 18,5 km², de bevolkingsdichtheid is 16,0 inwoners per km².

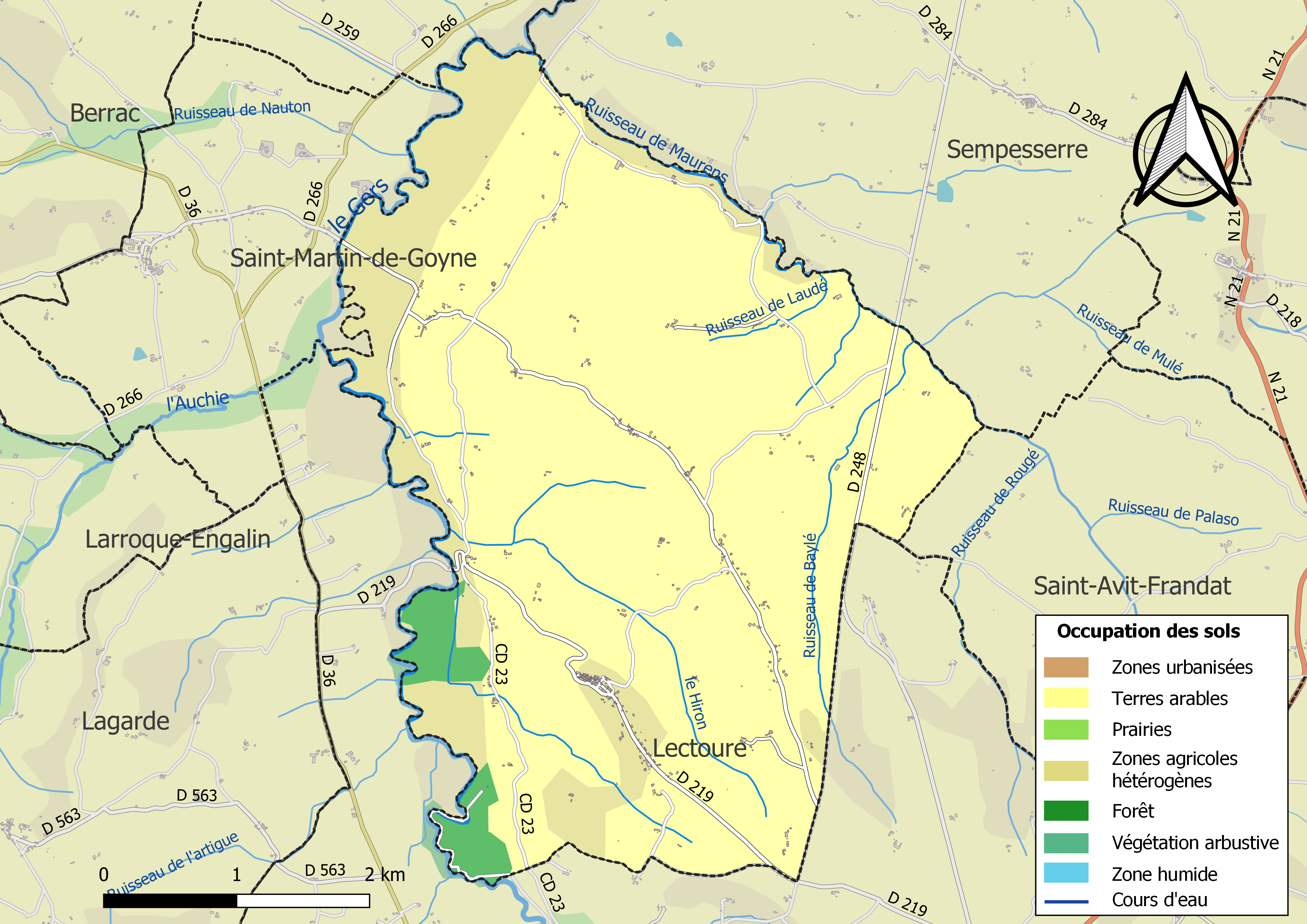
Kaart van de gemeente met omgeving en bodemgebruik

## Demografie
Onderstaande figuur toont het verloop van het inwonertal (bron: INSEE-tellingen).